# Руйе, Мари Франсуа
Мари-Франсуа Руйе (фр. Marie-François Rouyer; 1765—1824) — французский военный деятель, дивизионный генерал (1805 год), барон (1814 год), участник революционных и наполеоновских войн. Имя генерала выбито на Триумфальной арке в Париже.

## Биография
Родился в семье адвоката Клода Франсуа Руйе (фр. Claude François Rouyer; 1731–1789) и его супруги Мари Анн Гузо (фр. Marie Anne Gouzot; 1730–1780). Был женат на Терезе Гран (фр. Thérèse Sophie Claudine Grand; 1776–1853), в браке с которой у него родились два сына и три дочери.
Начал военную службу 15 августа 1783 года, когда записался добровольцем в корпус сапёров Императора Германии, 16 февраля 1786 года переведён в полк драгун Иосифа Тосканского в звании младшего лейтенанта, 12 октября 1787 года — лейтенант. Принимал участие в кампаниях 1784—1789 годов против турок.
После революции, и ухудшении отношений между Францией и Австрией, он 22 февраля 1791 года оставил австрийскую службу, и вернулся во Францию, чтобы встать на сторону защитников своей родины. 15 сентября 1791 года получил звание капитана и назначение в 12-й линейный пехотный полк. С 1792 по 1793 годы сражался в составе Северной армии и на территории Бельгии. 15 декабря 1793 года переведён в генеральный штаб, 12 апреля 1794 года получил звание полковника штаба. С 1793 года служил в Арденнской армии, отличился в сражении при Флерюсе, где сумел захватить в плен целый голландский полк. 2 июля 1794 года в составе Самбро-Маасской армии. После реформы вооружённых сил, 26 февраля 1797 года вышел в отпуск.
3 июля 1798 года возвратился к активной службе с назначением в Майнцскую армию. 30 июля 1799 года был произведён в бригадные генералы, и с 1799 по 1801 год сражался в рядах Рейнской армии генерала Моро. С 23 сентября 1801 без служебного назначения. 27 апреля 1802 года получил должность в 10-м военном округе. 5 августа 1802 года переведён во 2-й военный округ в Арденнах.
13 декабря 1803 года получает в командование бригаду в пехотной дивизии генерала Дюпона в лагере Монтрёй. Отличился в сражении при Хаслахе 11 октября 1805 года, после Аустерлица, 24 декабря 1805 года произведён в дивизионные генералы, но продолжил командовать своей бригадой. Участвовал в кампаниях 1806—1807 годов в Пруссии и Польше, был при Галле, Варене и Любеке. В последнем бою он захватил в плен 600 шведов с их командиром Карлом Карлссоном Мёрнером. После январского боя при Морунгене, оставляет свою бригаду, и с 4 марта по 23 мая 1807 года командует Гессен-Дармштадтской дивизией при осаде крепости Данциг.
25 марта 1808 года получает назначение в состав 2-го наблюдательного корпуса Жиронды и с 4 мая 1808 года командует швейцарской дивизией. Во время Байленской катастрофы отказался подписать капитуляцию, и 22 июля оказался в испанском плену, но уже 21 сентября 1808 года получил свободу и возвратился во Францию. 8 октября 1808 года получил отпуск. С 15 марта 1809 года командовал дивизией 4-го армейского корпуса Армии Германии, составленной из воинских контингентов германских государств Рейнского союза. Оборонял коммуникации главных сил Наполеона, участвовал в кампании в Тироле. 17 апреля его дивизия придана к 8-му корпусу, 17 июля к 7-му. 4 августа 1809 года потерпел поражение от тирольских повстанцев Андреаса Гофера при Бриксене.
9 января 1810 года переведён на Пиренейский полуостров, и определён в состав Армии Каталонии. С 13 мая 1812 года оставался без служебного назначения. 23 июля 1813 года вернулся к активной службе к Эжену Богарне с назначением командиром 1-й пехотной дивизии 1-го корпуса генерала Вердье Итальянской армии, и оставался на этой должности до 20 июня 1814 года.
В период «Ста дней» присоединился к Императору и 10 мая 1815 года был назначен командиром 9-го батальона Национальной гвардии, составляющего резервную дивизию в составе Мозельской армии. После второй реставрации уволен из армии 25 июля, и отправлен в отставку 4 сентября 1815 года.
Умер 10 августа 1824 года в Париже в возрасте 59 лет, и был похоронен на кладбище Пер-Лашез.

## Воинские звания
- Капитан (15 сентября 1791 года);
- Полковник штаба (12 апреля 1794 года);
- Бригадный генерал (30 июля 1799 года);
- Дивизионный генерал (24 декабря 1805 года).

## Титулы

Герб барона

- Барон Руйе и Империи (фр. baron Rouyer et de l'Empire; декрет от 15 марта 1814 года, патент подтверждён 17 апреля 1814 года)

## Награды
Легионер ордена Почётного легиона (11 декабря 1803 года)
 Коммандан ордена Почётного легиона (14 июня 1804 года)
 Кавалер ордена Железной короны
 Кавалер военного ордена Святого Людовика (10 августа 1814 года)